# مديرية المواسط

تعديل مصدري - تعديل

مديرية المواسط إحدى مديريات محافظة تعز. بلغ عدد سكانها 115857 نسمة عام 2004.

## الموقع
تبعد حوالي 70 كيلومتر جنوب تعز تشمل فيها الاعلوم بني يوسف وقدس وبني حماد وبني عباس ومركزها هو منطقة العين.

## البيئة
تتميز المواسط بأراضيها الخصبة وجمالها الأخاذ خصوصا في فصل الصيف وتمتاز بزراعة البن. وكذلك تضم عزلة الجبال الايفوع والاخمور والاعلوم وبني حماد.